# Котельникова, Ольга Алексеевна
О́льга Алексе́евна Коте́льникова (; род. 1 апреля 1996) — российская кёрлингистка.
Играет на позиции первого и второго.
Мастер спорта России (кёрлинг, 2014).

## Достижения
- Чемпионат России по кёрлингу среди женщин: бронза (2020).
- Кубок России по кёрлингу среди женщин: бронза (2018).
- Чемпионат России по кёрлингу среди смешанных команд: серебро (2021).
- Кубок России по кёрлингу среди смешанных пар: серебро (2015, 2020).

## Команды
| Сезон                                               | Четвёртый           | Третий              | Второй                   | Первый             | Запасной                                                    | Турниры                                 |
| --------------------------------------------------- | ------------------- | ------------------- | ------------------------ | ------------------ | ----------------------------------------------------------- | --------------------------------------- |
| 2013—14                                             | Анастасия Москалёва | Марина Веренич      | Дарья Морозова           | Ольга Котельникова |                                                             | КРЖ 2013 (4 место)                      |
| 2015—16                                             | Дарья Морозова      | Ольга Котельникова  | Анастасия Москалёва      | Марина Вдовина     | Дарья Стёксова                                              | ЧРЖ 2016 (6 место)                      |
| 2016—17                                             | Дарья Морозова      | Анастасия Москалёва | Ксения Шевчук            | Ольга Котельникова |                                                             | КРЖ 2016 (11 место)                     |
| 2016—17                                             | Мария Бакшеева      | Мария Комарова      | Ольга Котельникова       | Дарья Патрикеева   | Оксана Богданова                                            |                                         |
| 2016—17                                             | Мария Бакшеева      | Дарья Морозова      | Мария Комарова           | Екатерина Кузьмина | Ольга Котельникова тренер: Алексей Целоусов                 | ЧМЮ 2017 (6 место)                      |
| 2016—17                                             | Дарья Морозова      | Анастасия Москалёва | Ольга Котельникова       | Дарья Стёксова     | тренер: Татьяна Лукина                                      | ЧРЖ 2017 (6 место)                      |
| 2017—18                                             | Дарья Морозова      | Ольга Котельникова  | Александра Кардапольцева | Дарья Стёксова     |                                                             | КРЖ 2017 (9 место)                      |
| 2017—18                                             | Дарья Морозова      | Анастасия Москалёва | Ольга Котельникова       | Дарья Стёксова     | Александра Кардапольцева                                    | ЧРЖ 2018 (8 место)                      |
| 2018—19                                             | Ольга Котельникова  | Ксения Шевчук       | Дарья Панченко           | Дарья Стёксова     | Александра Кардапольцева (ЧРЖ)                              | КРЖ 2018 (11 место) ЧРЖ 2019 (4 место)  |
| 2020—21                                             | Анастасия Москалёва | Ольга Котельникова  | Дарья Морозова           | Дарья Стёксова     | Дарья Панченко тренеры: Татьяна Лукина, Марина Веренич      | КРЖ 2020 (11 место)                     |
| 2020—21                                             | Ольга Котельникова  | Анастасия Москалёва | Дарья Морозова           | Дарья Стёксова     | Дарья Панченко тренеры: Татьяна Лукина, Марина Веренич      | ЧРЖ 2020                                |
| 2020—21                                             | Ольга Котельникова  | Анастасия Москалёва | Дарья Морозова           | Дарья Стёксова     | Дарья Панченко тренеры: Татьяна Лукина, Марина Веренич      | ЧРЖ 2021 (5 место)                      |
| 2021—22                                             | Ольга Котельникова  | Анастасия Москалёва | Дарья Морозова           | Дарья Стёксова     | Дарья Панченко тренеры: Татьяна Лукина, Марина Веренич      | КРЖ 2021 (11 место) ЧРЖ 2022 (10 место) |
| 2022—23                                             | Анастасия Москалёва | Дарья Морозова      | Ольга Котельникова       | Дарья Стёксова     | тренеры: Татьяна Лукина, Марина Веренич                     | КРЖ 2022 (11 место)                     |
| 2022—23                                             | Анастасия Москалёва | Ольга Котельникова  | Полина Мосяга            | Алина Лёц          | тренеры: Татьяна Лукина, Марина Веренич                     | ЧРЖ 2023 (14 место)                     |
| 2023—24                                             | Ольга Котельникова  | Анастасия Москалёва | Полина Мосяга            | Алина Лёц          | Дарья Стёксова тренеры: Алексей Стукальский, Марина Веренич | КРЖ 2023 (7 место)                      |
| 2024—25                                             | Ольга Котельникова  | Анастасия Петрова   | Лариса Лим               | Валерия Парфухина  | Дарья Стёксова тренеры: Василий Гудин, А.Д. Грецкая         | ЧРЖ 2025 (14 место)                     |
| Кёрлинг среди смешанных команд (mixed curling)      |                     |                     |                          |                    |                                                             |                                         |
| 2011—12                                             | Ксения Шевчук       | Алексей Тузов       | Ольга Котельникова       | Александр Чистов   | Дарья Стёксова                                              | КРСК 2011 (15 место)                    |
| 2011—12                                             | Василий Тележкин    | Дарья Морозова      | Павел Мишин              | Ольга Котельникова | Александр Ерёмин                                            | ЧРСК 2012 (11 место)                    |
| 2014—15                                             | Александр Ерёмин    | Дарья Стёксова      | Алексей Тузов            | Ольга Котельникова |                                                             | КРСК 2014 (13 место)                    |
| 2016—17                                             | Александр Ерёмин    | Дарья Морозова      | Алексей Тузов            | Ольга Котельникова |                                                             | ЧРСК 2017 (5 место)                     |
| 2017—18                                             | Дарья Морозова      | Вадим Сивачёв       | Ольга Котельникова       | Роман Сергеев      |                                                             | КРСК 2017 (5 место)                     |
| 2017—18                                             | Анастасия Москалёва | Михаил Васьков      | Ольга Котельникова       | Алексей Куликов    |                                                             | ЧРСК 2018 (9 место)                     |
| 2018—19                                             | Михаил Васьков      | Ольга Котельникова  | Пётр Кузнецов            | Дарья Стёксова     |                                                             | ЧРСК 2019 (4 место)                     |
| 2020—21                                             | Михаил Васьков      | Ольга Котельникова  | Алексей Тузов            | Дарья Морозова     |                                                             | ЧРСК 2021                               |
| 2021—22                                             | Кирилл Суровов      | Ольга Котельникова  | Пётр Кузнецов            | Ирина Рязанова     |                                                             | ЧРСК 2022 (9 место)                     |
| Кёрлинг среди смешанных пар (mixed doubles curling) |                     |                     |                          |                    |                                                             |                                         |
| 2011—12                                             | Василий Тележкин    | Ольга Котельникова  |                          |                    |                                                             | ЧРСП 2012 (17 место)                    |
| 2012—13                                             | Василий Тележкин    | Ольга Котельникова  |                          |                    |                                                             | КРСП 2012 (9 место)                     |
| 2012—13                                             | Алексей Куликов     | Ольга Котельникова  |                          |                    |                                                             | ЧРСП 2013 (13 место)                    |
| 2013—14                                             | Алексей Куликов     | Ольга Котельникова  |                          |                    |                                                             | ЧРСП 2014 (9 место)                     |
| 2014—15                                             | Ольга Котельникова  | Пётр Кузнецов       |                          |                    |                                                             | КРСП 2014 (13 место)                    |
| 2014—15                                             | Алексей Куликов     | Ольга Котельникова  |                          |                    |                                                             | ЧРСП 2015 (4 место)                     |
| 2015—16                                             | Алексей Куликов     | Ольга Котельникова  |                          |                    |                                                             | КРСП 2015                               |
| 2015—16                                             | Михаил Васьков      | Ольга Котельникова  |                          |                    |                                                             | ЧРСП 2016 (9 место)                     |
| 2016—17                                             | Ольга Котельникова  | Алексей Тузов       |                          |                    |                                                             | ЧРСП 2017 (4 место)                     |
| 2017—18                                             | Ольга Котельникова  | Пётр Кузнецов       |                          |                    |                                                             | КРСП 2017 (5 место)                     |
| 2017—18                                             | Ольга Котельникова  | Алексей Куликов     |                          |                    |                                                             | ЧРСП 2018 (17 место)                    |
| 2018—19                                             | Ольга Котельникова  | Алексей Куликов     |                          |                    |                                                             | ЧРСП 2019 (4 место)                     |
| 2018—19                                             | Ольга Котельникова  | Алексей Куликов     |                          |                    |                                                             | КРСП 2020                               |
| 2020—21                                             | Ольга Котельникова  | Пётр Кузнецов       |                          |                    |                                                             | ЧРСП 2021 (8 место)                     |
| 2021—22                                             | Ольга Котельникова  | Алексей Куликов     |                          |                    | тренеры: А.Д. Грецкая, Д.Н. Степанов                        | ЧРСП 2022 (14 место)                    |
| 2022—23                                             | Ольга Котельникова  | Алексей Куликов     |                          |                    | тренеры: А.Д. Грецкая, Т.А. Лукина                          | ЧРСП 2023 (32 место)                    |
| 2023—24                                             | Ольга Котельникова  | Алексей Куликов     |                          |                    | тренеры: А.Д. Грецкая, А.В. Стукальский                     | ЧРСП 2024 (27 место)                    |

(скипы выделены полужирным шрифтом)